# فیلیپینو لیپی
فیلیپینو لیپی (ایتالیایی: Filippino Lippi; ‏۱۵ آوریل ۱۴۵۷ – ۲۰ آوریل ۱۵۰۴) نقاش اهل ایتالیا بود. بیشتر آثار وی در زمینه چهره افراد بوده‌است.

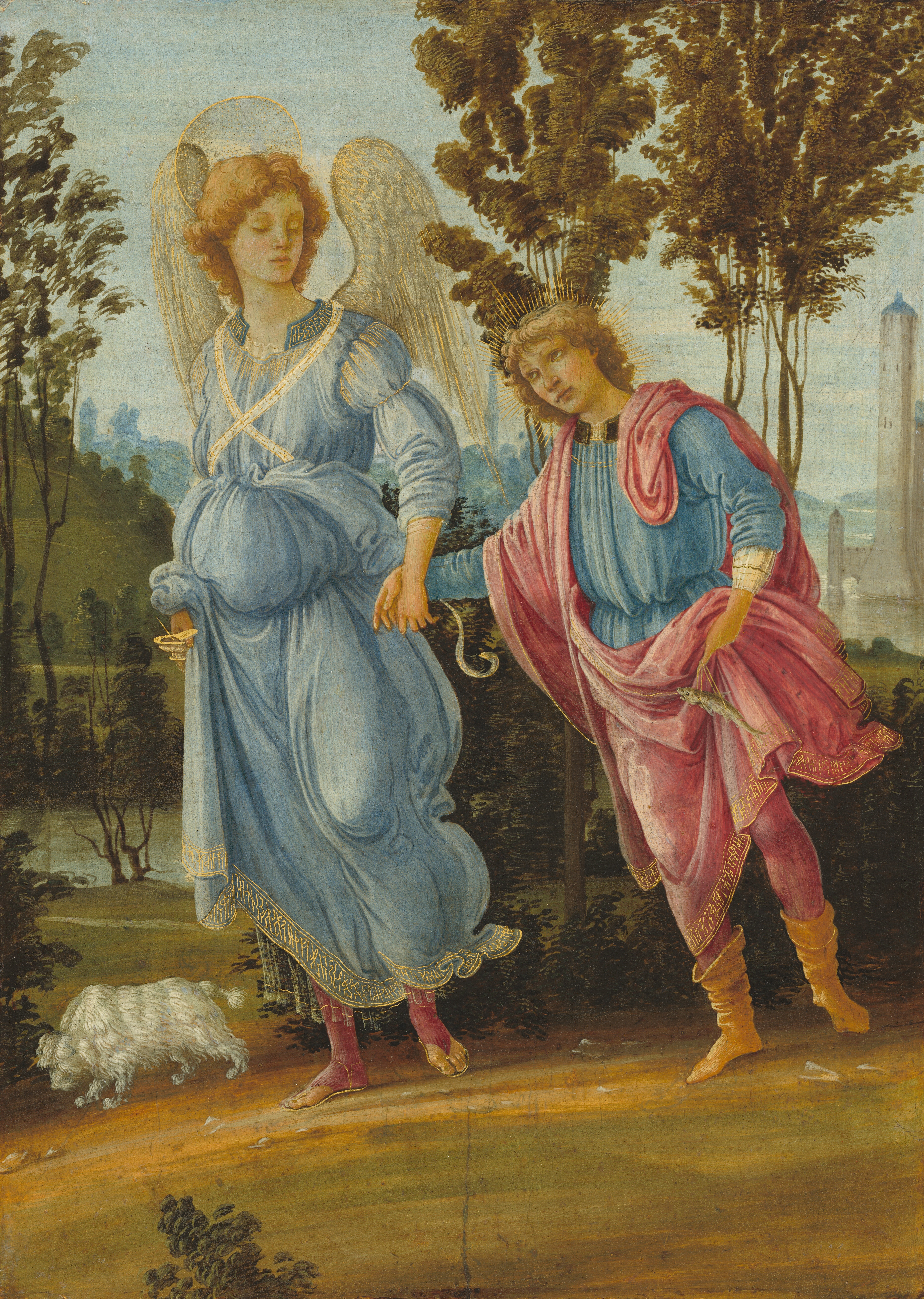
توبیاس و فرشته نقاشی رنگ روغن و چسب‌رنگ روی صفحه صنوبر در دوره رنسانس توسط فیلیپینو لیپی است که در سال ۱۴۷۵–۱۴۸۰ کشیده شده است، موضوع آن توبیاس و فرشته است که موضوع محبوب در آن زمان بود. این تابلو اکنون در گالری ملی هنر در واشینگتن نگهداری می‌شود.

## نگارخانه

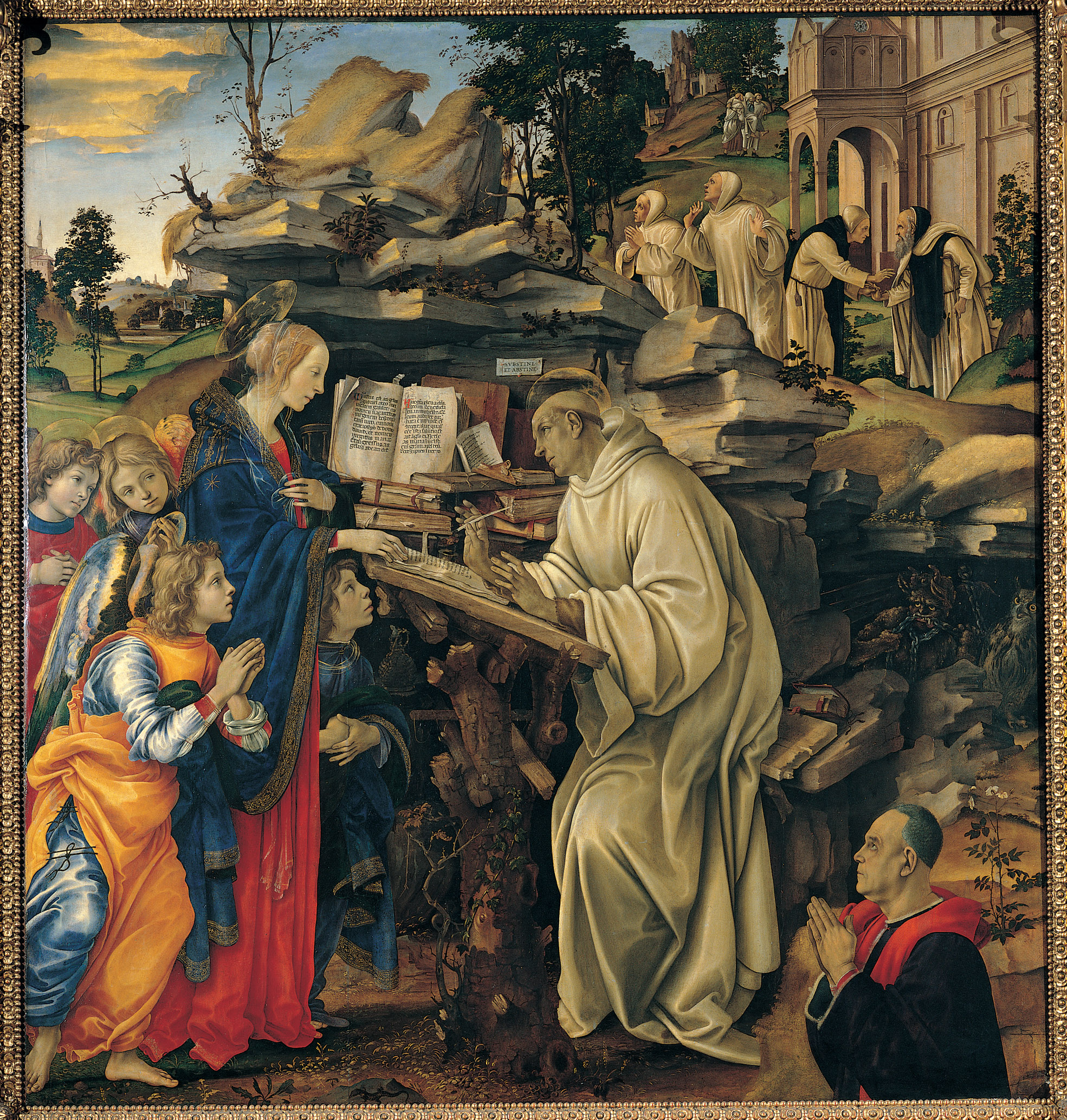
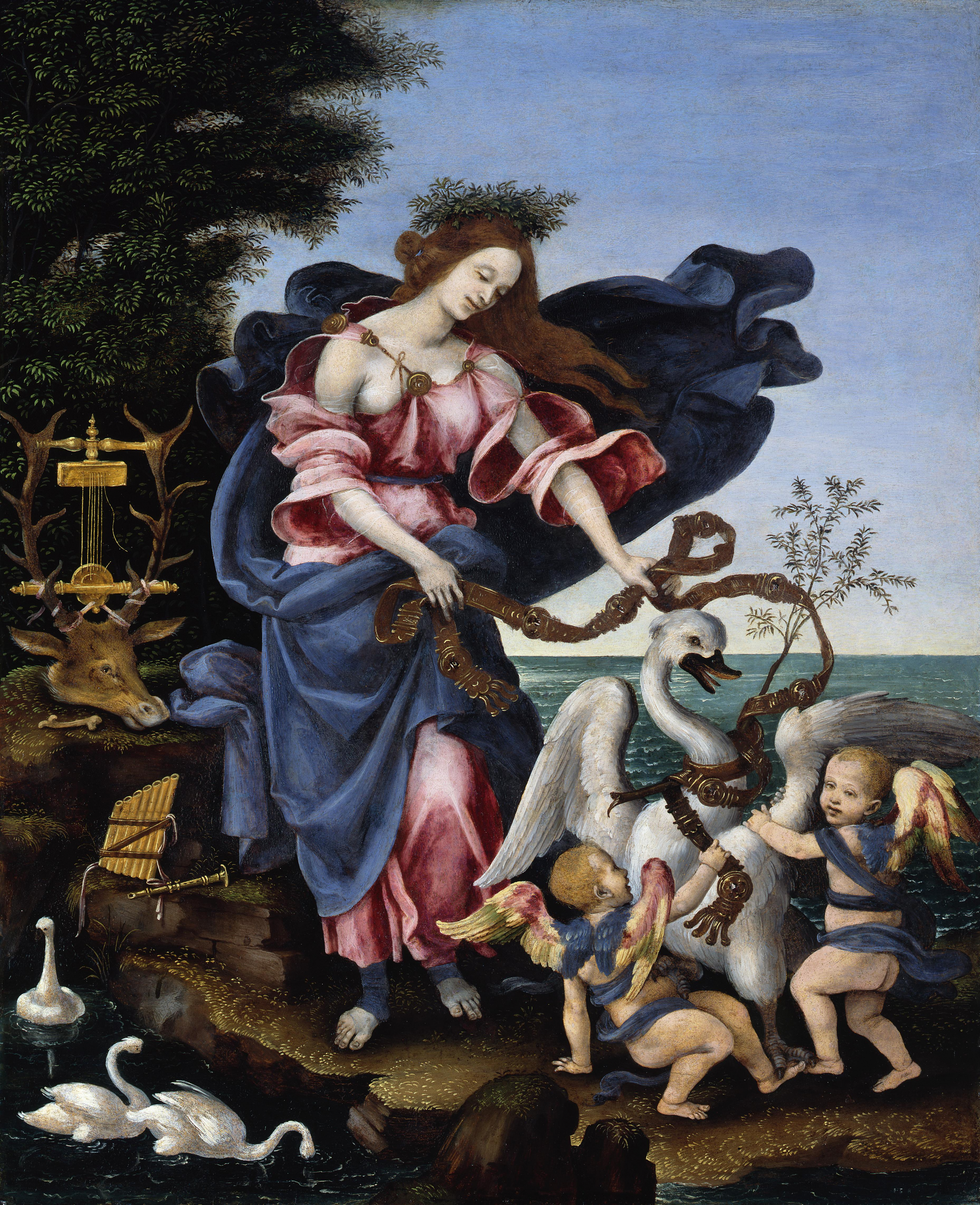
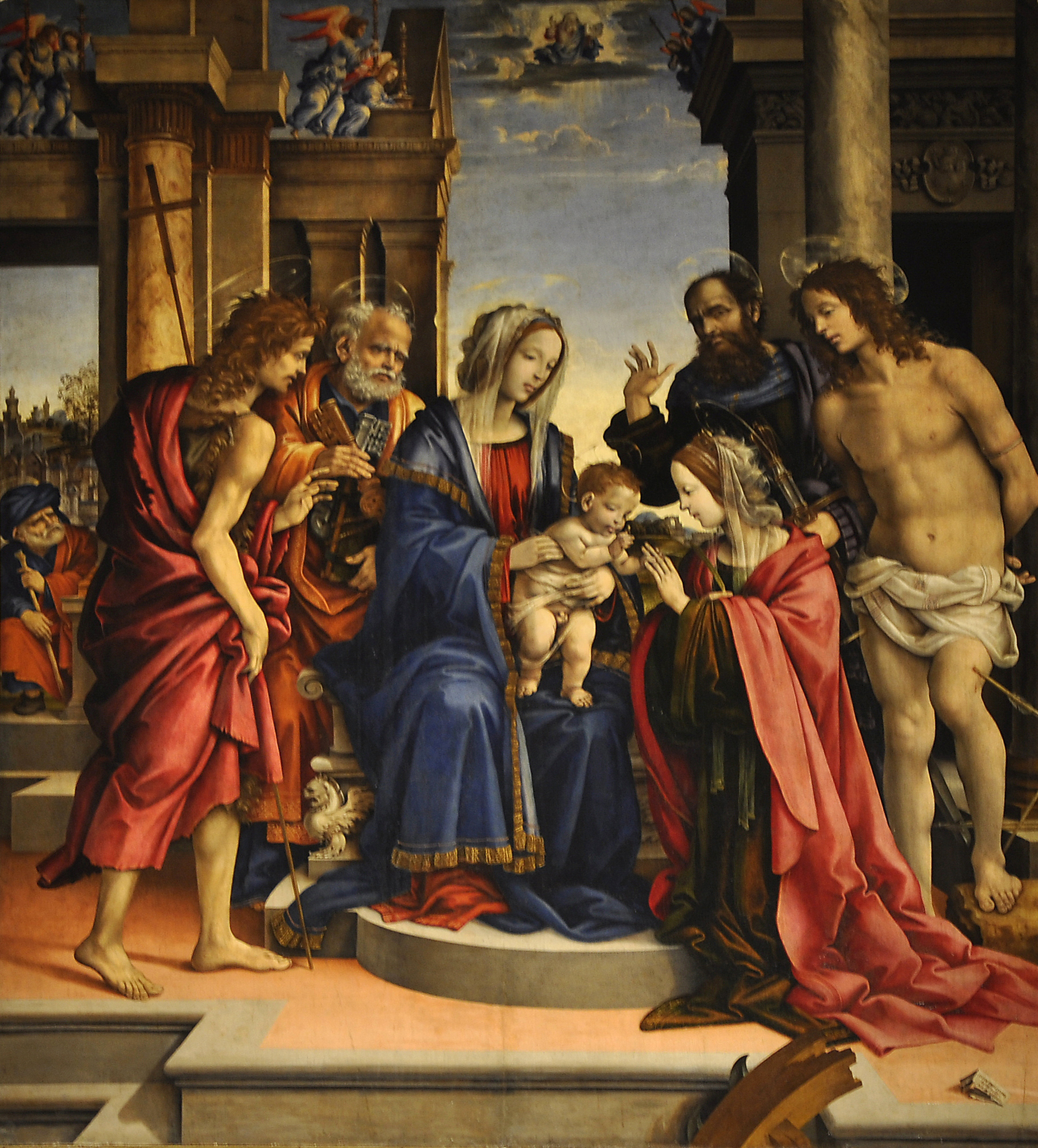
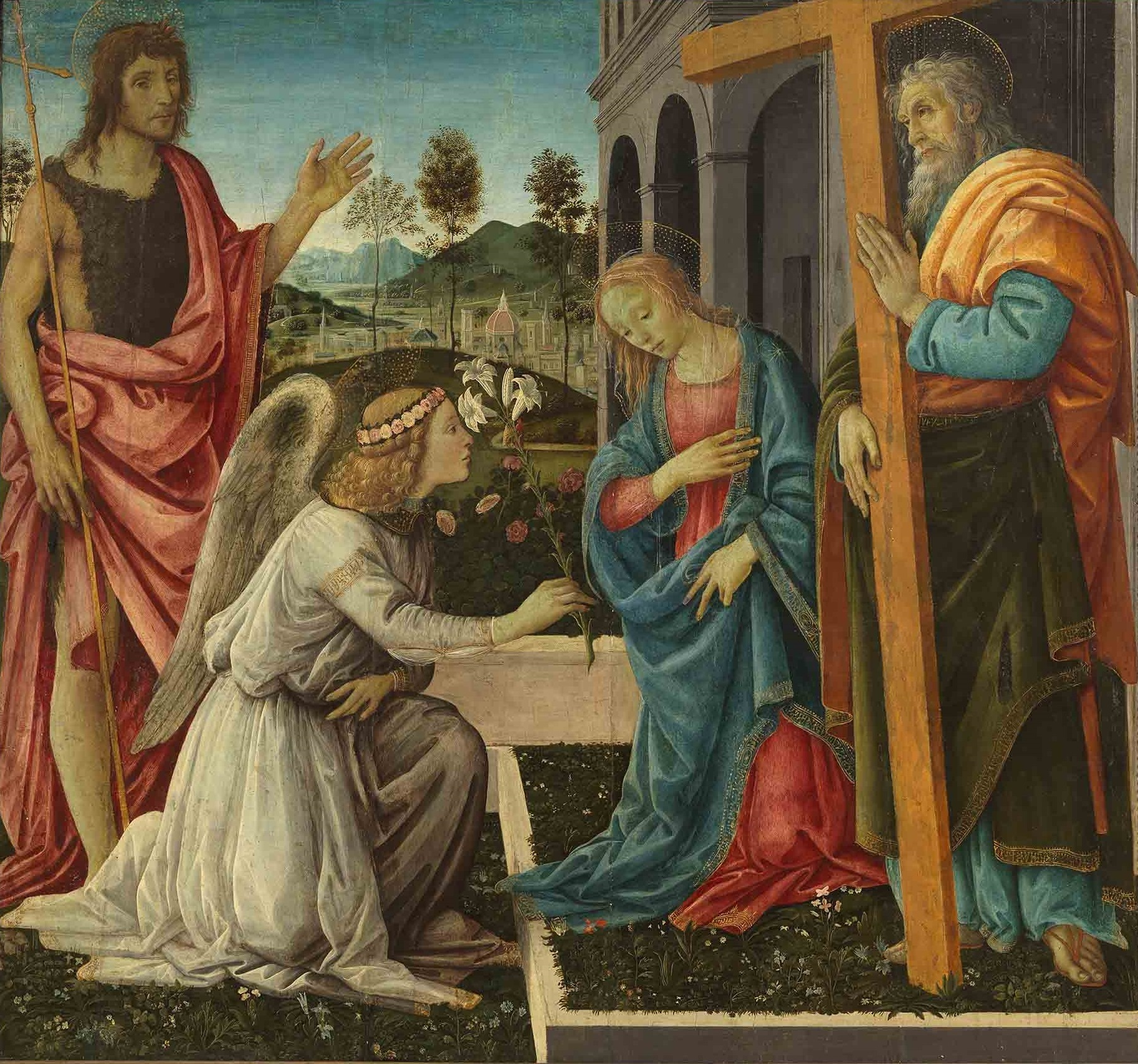
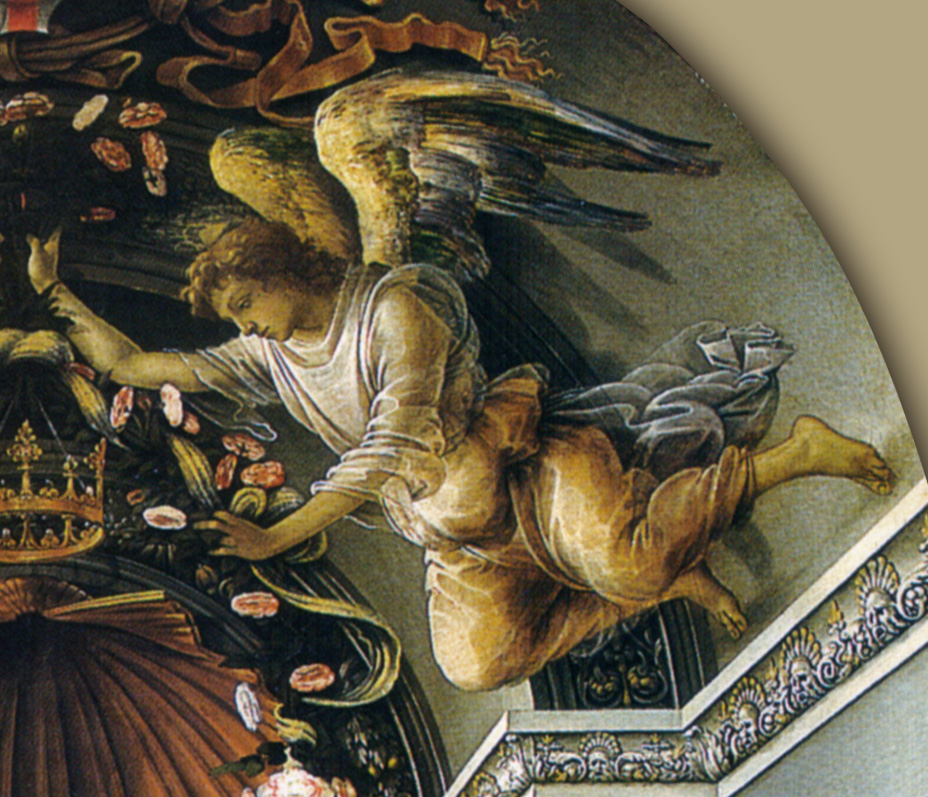